# Cimetière de Frankfort
Le cimetière de Frankfort (en anglais : Frankfort Cemetery), situé à Frankfort dans le Kentucky, est un cimetière qui accueille les dépouilles et restes de certains américains connus, comme Daniel Boone, Simon Bolivar Buckner, Jr., Richard Mentor Johnson, Presley O'Bannon ou encore de nombreux gouverneurs de l'État comme John Adair.
Le cimetière est inscrit au Registre national des lieux historiques depuis 1974.

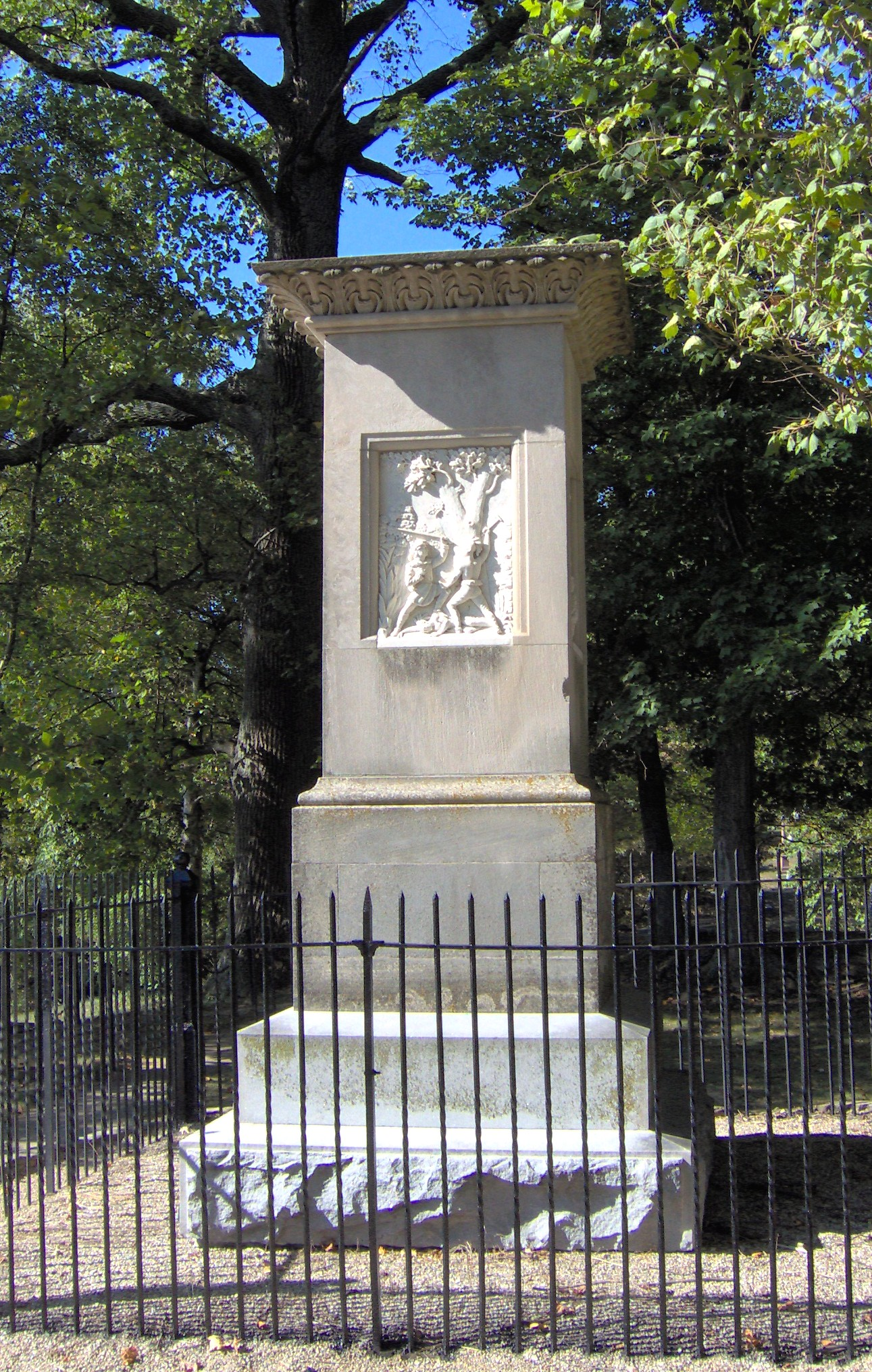
Tombe de Rebecca et Daniel Boone.